# 1933 en musique
| \| • Retour à la chronologie générale de la musique populaire • \| |
| XXIe siècle • XXe siècle • XIXe siècle • XVIIIe siècle XVIIe siècle • XVIe siècle • XVe siècle • XIVe siècle XIIIe siècle • XIIe siècle • XIe siècle • Xe siècle IXe siècle • VIIIe siècle • Haut Moyen Âge • Rome • Grèce |
| • Retour à la chronologie générale de la musique populaire • |

| • Retour à la chronologie générale de la musique populaire • |

| Années de la musique populaire : 1930 - 1931 - 1932 - 1933 - 1934 - 1935 - 1936    |
| Décennies de la musique populaire : 1900 - 1910 - 1920 - 1930 - 1940 - 1950 - 1960 |

Cet article présente les faits marquants de l'année 1933 en musique.

## Évènements
- 3 mars : Débuts de Tino Rossi à Marseille.
- 3 mai : Ethel Waters enregistre Stormy Weather.
- 12 mai : Débuts de Suzy Solidor au music-hall.
- Juin : Alan Lomax entame, pour le compte de la Bibliothèque du Congrès, une campagne d'enregistrements de bluesmen dans les prisons et dans les campagnes du Sud des États-Unis. Il enregistre notamment Lead Belly[1].
- 5 octobre : Oh ! Mon bel inconnu, comédie musicale de Sacha Guitry, avec Arletty.
- 26 octobre : Vive Paris ! au Casino de Paris avec Ray Ventura et Cécile Sorel.
- 27 novembre : Premiers enregistrements de Billie Holiday, Your Mother's Son-in-Law et Riffin' the Scotch, avec Benny Goodman à la clarinette.
- Création de Bluebird Records.
- Mistinguett chante C'est vrai aux Folies Bergère.
- Manuel Rojas Tirado  compose le paso doble Nerva.

## Naissances
- 17 janvier : Dalida, chanteuse française († 3 mai 1987).
- 29 janvier : Sacha Distel, chanteur français († 22 juillet 2004).
- 18 février : Yōko Ono, musicienne et chanteuse japonaise, épouse de John Lennon.
- 5 mars : Tommy Tucker, chanteur de blues américain († 22 janvier 1982).
- 14 mars : Quincy Jones, trompettiste, arrangeur, compositeur et producteur américain († 3 novembre 2024).
- 21 avril : Ian Carr, trompettiste de jazz britannique († 25 février 2009).
- 3 mai : James Brown, chanteur de soul music et de funk américain († 25 décembre 2006).
- 5 mai : Billy Lee Riley, chanteur de rockabilly américain († 2 août 2009).
- 28 juin : Nora Orlandi, compositrice italienne de musique de films († 1er janvier 2025).
- 8 août : Joe Tex, chanteur de soul music et de funk américain († 13 août 1982).
- 17 octobre : Jeanne-Paule Marie Deckers dites Sœur Sourire religieuse et chanteuse Belge († 29 mars 1985).
- 3 novembre : John Barry, compositeur de musiques de films britannique († 30 janvier 2011).
- 15 novembre : Clyde Mc Phatter, chanteur de doo-wop américain membre des Drifters († 13 juin 1972).
- 29 novembre : John Mayall, chanteur et musicien de blues britannique († 22 juillet 2024).
- 12 décembre : Manu Dibango, saxophoniste et chanteur camerounais († 24 mars 2020).

## Décès
- 30 septembre : William Krell, pianiste et compositeur américain de musique ragtime, un des premiers à avoir publié en 1897 un ragtime The Mississippi Rag, né en 1868.